# Rosa Ramalho
Rosa Ramalho (14 de agosto de 1888 - 24 de setembro de 1977) é o nome artístico de Rosa Barbosa Lopes, uma escultora, ceramista e figura emblemática da olaria tradicional portuguesa.
O seu trabalho é caracterizado por peças figurativas que evocam o surrealismo e transitam entre o real e o fantástico. As suas peças exprimem uma imaginação prodigiosa e uma visão singular do através de personagens como as alminhas, o cristo, os cabeçudos, o galo, o galo mulher, o homem-sereia, o carrocho, a cabra, a pinha, a banda, a ceia, o cavaleiro, entre outras.

## Biografia
Rosa Ramalho nasceu no lugar da Cova, na freguesia de São Martinho de Galegos, concelho de Barcelos. O apelido adotado por ela, e sob o qual veio a ser conhecida, vem de uma expressão que sua avó dizia a seu pai: “não saias daqui, põe-te à sombra dos ramalhos!”. Filha de um sapateiro, Luís Lopes e de uma tecedeira, Emília Barbosa, ela nunca frequentou a escola. Aprendeu a trabalhar o barro desde muito nova, mas interrompeu a atividade quando se casou aos 18 anos e teve oito filhos (três morreram à nascença). Durante esse período, para fazer algum dinheiro, Rosa ia para casa de uma vizinha que modelava figuras, depois das suas atividades domésticas e domiciliárias. Inicialmente, para tecer tiras de cestas, mas depois para, por olho e por hábito, aprender a fazer essas tais figuras com barro por cozer (ou chacota) e com tintas não-cerâmicas, a partir da terra que tinha à disposição. Mas foi só após a morte do marido, em 1956, que, já com 68 anos de idade, iniciou o trabalho pelo qual veio a ser conhecida, com figuras de contornos dramáticos e fantasiosos, provenientes de uma imaginação fértil e repleta de mitologias locais.
A trajetória artística de Rosa começa com as tradicionais feiras populares, e foi assim que ela vendeu seus primeiros bonecos em Barcelos. Quando o pintor Antonio Quadros conheceu seu trabalho, passou a divulgar as suas exposições nas feiras. Quando o trabalho de Rosa ficou conhecido pelos membros da Escola Superior de Belas Artes do Porto, a modelagem de figuras em barro passou a ser valorizada pela "elite" artística e ganhou um estatuto superior no país.
Uma das suas peças, encontrada no acervo da Fundação Marques da Silva (FMS), da Universidade do Porto, integrou a exposição "Mais que Arquitectura", no Palacete Lopes Martins, em 2020.
Boa parte da obra de Rosa Ramalho pode ser encontrada no Museu de Olaria, em Barcelos, numa sala inteiramente dedicada ao figurado. São cerca de 250 peças que representam as várias fases do seu trabalho. Algumas da primeira fase, quando ela também pintava as peças, e outras da fase em que começou a contactar com os alunos de Belas-Artes da Universidade do Porto, e ainda figuras inacabadas.
O seu trabalho é continuado atualmente pela neta Júlia Ramalho que a acompanhava no trabalho do telheiro.

## Prémios e reconhecimentos
Em 1968 recebeu a medalha "As Artes ao Serviço da Nação". Nesse ano foi apresentada na Feira de Artesanato de Cascais e os seus trabalhos passaram a ser procurados por milhares de portugueses e estrangeiros.
Foi a primeira barrista a ser conhecida individualmente pelo próprio nome e teve o reconhecimento, entre outros, da Presidência da República, que em 9 de Abril de 1981, a título póstumo, lhe atribuiu o grau de Dama da Ordem Militar de Sant'Iago da Espada.

## Legado
Literatura
O escritor Mário Cláudio dedicou-lhe um livro, "Rosa" (1988), que integra sua "Trilogia da mão" (1993), três volumes sobre artistas portugueses e sobre as raízes míticas da portugalidade.
Moda
A estilista portuguesa Alexandra Moura apresentou uma colecção inteiramente inspirada na obra de Rosa Ramalho na passarela da Semana de Moda em Milão de 2019. As peças continham estampadas algumas das criaturas imaginadas pela ceramista, bem como frases da sua autoria. Além disso, o tradicional lenço preto que Rosa usava na cabeça foi usado por algumas modelos que também levaram nos rostos pinturas coloridas que remetiam novamente para as criaturas da artista.
Cinema
Previsto para chegar ao cinema em 2021, a animação portuguesa de stop-motion "Os demónios do meu avô", a primeira longa-metragem de animação de Nuno Beato, se inspirou nas figuras de barro de Rosa para explorar o imaginário das aldeias. As personagens remetem aos monstros da artista e são demónios que personificam medos que na história são usados pelo avô da personagem principal, Rosa, para mistificar quem o rodeia.
Rosa também dá o nome de uma rua em Barcelos e também é patrona de uma escola em Barcelinhos, o Agrupamento de Escolas Rosa Ramalho.